# Lagaan
Lagaan (hindi: लगान, literalment ‘Impost de la terra’) (en la seva versió internacional amb el subtítol Once upon a time in India) és una pel·lícula índia de l'any 2001, escrita i dirigida per Ashutosh Gowariker i protagonitzada per Aamir Khan. L'acció es desenvolupa a finals del segle xix, i va ser rodada íntegrament en exteriors i amb una reconstitució molt acurada de l'ambientació de l'època. Aquest fet, que demanava un pressupost molt elevat, va fer que durant molt de temps ningú no volgués produir-la fins que el director va convèncer el mateix Aamir Khan de fer-ho. A la seva sortida, el film va obtenir un gran èxit, rebent una acollida entusiasta de la crítica tant índia com internacional. A part dels nombrosos premis que va rebre al seu país, va ser la tercera pel·lícula en hindi nominada per l'Oscar a la millor pel·lícula estrangera. Va ser un dels majors èxits de taquilla de l'any 2001, mentre que les seves vendes en DVD van ser les més elevades de la història per a una pel·lícula de Bollywood fins al 2007. El 2010, la revista Empire la va classificar n° 55 d'entre "les 100 millors pel·lícules del cinema mundial".

## Argument
La pel·lícula està ambientada a l'època victoriana de l'Imperi Britànic i gira al voltant dels camperols d'un llogaret estèril que són oprimits pels alts impostos (lagaan, pagament efectuat en gra) establerts pels britànics. A causa de la penúria causada per una llarga sequera, els habitants del poble intenten persuadir els britànics de dispensar-los d'impost o de reduir-lo. Però l'arrogant comandant britànic de la zona els proposa una aposta: jugar-se l'impost en un partit de criquet. Si els camperols guanyen, seran exempts d'impost durant tres anys; si perden, hauran de pagar el triple. Després d'acceptar aquesta aposta, els habitants del poble es troben davant l'àrdua tasca d'aprendre un joc aliè i de jugar per un resultat que pot canviar el destí de llurs vides.

## Fitxa tècnica complementària
- Història i direcció: Ashutosh Gowariker
- Guió: Ashutosh Gowariker, Kumar Dave i Sanjay Daima
- Diàlegs: K. P. Saxena (hindi) i Ashutosh Gowariker (anglès)
- Composició musical original: A. R. Rahman
- Lletra de les cançons: Javed Akhtar
- Coreografia: Raju Khan, Saroj Khan, Vaibhavi Merchant i Ganesh Hegde
- Fotografia: Anil Mehta
- Vestuari: Bhanu Athaiya
- Decorats: Nitin Chandrakant Desai
- Escenes d'acció: Abbas Ali Moghul
- Muntatge: Ballu Saluja
- Localització: Bhuj (Índia)

### Repartiment
| - Aamir Khan…... Bhuvan - Gracy Singh…... Gauri - Rachel Shelly...... Elizabeth Russell - Paul Blackthorne...... capità Andrew Russell - Suhasini Mulay...... Yashodamai - Raghuveer Yadav...... Bhura - Daya Shanker Pandey...... Goli - Rajesh Vivek...... Guran - A K Hangal...... Shambukaka - Raj Zutshi...... Ismail - Javed Khan...... Ram Singh | - Akhilendra Mishra...... Arjan - Rajendra Gupta...... Mukhiya - Yashpal Sharma...... Lakha - Aditya Lakhia...... Kachra - Raja Awasthi...... Ramprasad - Amin Gazi...... Tipu - Anupam Shyam...... Namdeo - Srivallabh Vyas...... Ishwar - Kulbhushan Kharbanda...... raja Puran Singh - Amin Hajee...... Bagha - Amitabh Bachchan…... narrador |

## Música
La banda sonora va ser composta per A. R. Rahman amb lletres del poeta i guionista Javed Akhtar. Rahman va utilitzar sonoritats tradicionals del període històric en què se situa l'acció barrejant-les amb música clàssica occidental i amb ritmes jazz. Aquesta banda sonora va obtenir tres National Awards: A. R. Rahman per la millor música, Udit Narayan pel millor cantant en playback i Javed Akhtar per les millors lletres. Lagaan també es va convertir en el major èxit àudio de l'any en encapçalar les llistes de vendes musicals amb de 3,5 milions d'àlbums venuts. A Amazon.com es va classificar n° 44 de "les millors bandes sonores de tots els temps".
L'obra consta de vuit cançons principals:
| Pista | Títol                                 | Cantants                                                                   | Durada |
| 1     | Ghanan Ghanan                         | Udit Narayan, Sukhwinder Singh, Alka Yagnik, Shankar Mahadevan, Shaan, cor | 6:11   |
| 2     | Mitwa                                 | Udit Narayan, Sukhwinder Singh, Alka Yagnik, Srinivas                      | 6:47   |
| 3     | Radha Kaise Na Jale                   | Asha Bhosle, Udit Narayan, Vaishali, cor                                   | 5:34   |
| 4     | O Rey Chhori                          | Udit Narayan, Alka Yagnik, Vasundhara Das                                  | 5:59   |
| 5     | Chale Chalo                           | A. R. Rahman, Srinivas                                                     | 6:40   |
| 6     | Waltz For A Romance (in 'A' Major)    | instrumental                                                               | 2:29   |
| 7     | O Paalanhaare                         | Lata Mangeshkar, Sadhana Sargam, Udit Narayan                              | 5:19   |
| 8     | Lagaan..... Once Upon A Time In India | Anuradha Sriram                                                            | 4:12   |